# Mas Ramada
El Mas Ramada és una masia de Girona que forma part de l'Inventari del Patrimoni Arquitectònic de Catalunya.

## Descripció
És un edifici de planta baixa i un pis en bastant bon estat de conservació. Obertures tapiades excepte les que donen al costat de la casa del propietaris (Can Poch). La part posterior té un pati tancat amb paret molt posterior i dolenta. Planta rectangular amb façana interessant a la carretera de Sant Feliu, composta per una part massissa a la planta baixa, amb 2 contraforts triangulars en la cantonada i pel costat de la façana lateral dreta, amb 2 finestres de dentell recte coincidents amb els 2 balcons, unificats amb llosana de biguetes metàl·liques i revoltons, del primer pis.
Per banda esquerra es feu una ampliació posterior de finestra centrada a planta baixa i una galeria de 3 arcs de punt rodó amb columnes cilíndriques al mig. Aquesta ampliació es clou amb ràfec recte. La façana lateral dreta té obertures sense composició de pedra i llinda planera, igual que les de l'esquerra, però amb llinda amb element gotitzant i un balcó. Façana posterior amb arrebossat caigut i sense obertures.